# محمد بن عبد الله بن عوجان
محمد بن عبد الله  بن عوجان (1269 هـ/1853م - 1 جمادى الأولى 1342 هـ/1924 م) هو شيخ وفقيه من قبيلة البقوم من أهل الزبير بجنوب العراق، وإمام مسجد غانم بالزبير ومدرس بمسجد الباطن بالزبير، مٍن أسرة أصلها من بلدة القصب في اقليم الوشم.

## النسب
هو محمد بن عبد الله بن سليمان بن علي بن عبد الله بن عوجان ابن محمد بن سلطان بن حسن البقمي الأزدي , فآل عوجان أسرة من آل فضل من آل محمد وهم بطن من البقوم وهي قبيلة من قبائل الأزد العريقة والشهيرة، قال ابن بسام في كتابه (علماء نجد خلال ستة قرون) والأزد شعب من شعوب القحطانية التي تقيم في مأرب من بلاد اليمن حتى خرب سدهم فانتقلت قبائله وتفرقت في البلدان، فنزلت البقوم وادي باقم الواقع بين صعدة ونجران ومنه انتقلوا إلى بلدة تربة واستطونوها حتى الآن. انتقل آل محمد من تربة (غرب السعودية ) إلى بلدة القصب في الوشم (وسط السعودية) عام 1015 هـ وسكنوا بعد السيايرة الذين هم من آل جبور من بني خالد . وبقي آل عوجان في الإمارة مدة طويلة والمنتقل هو جد الأسرة سلطان بن حسن، حيث قال الشيخ إبراهيم بن ضويان : انتقل والد الشيخ محمد بن عوجان من القصب إلى الزبير، صار عبد الله بن عوجان إماماً لمسجد غانم بالزبير، ولمّا توفي، صار بعده ابنه محمد إماماً، ثم أخوه الملا أحمد بن عبد الله العوجان، وفي مدة من الزمان نُسب المسجد إليهم فقيل مسجد بن غانم لأنهم كانوا أئمة المسجد. وقال عبد الرحمن بن عبد اللطيف بن عبد الله آل الشيخ "أصله من بلدة القصب من أعمال الوشم بنجد، نزح أهله منها إلى بلدة الزبير واستقروا بها".

## الولادة والنشأة
ولد محمد بن عبد الله البقمي في مدينة الزبير في شهر صفر 1269 هـ ونشأ بها وتعلم على يد الشيخ أحمد بن عثمان بن جامع والشيخ عبد الله بن جميعان والشيخ إبراهيم بن غملاس و الشيخ حبيب الكروي و الشيخ عبد الله بن نفيسة والشيخ صالح المبيض وغيرهم.

## قالوا عنه
- قال عنه الشيخ محمد بن عبدالعزيز بن مانع مدير المعارف العامة سابقًا : لما كان عام 1329 هـ أردت السفر من بغداد إلى عنيزة لزيارة أهلي فيها , فصارت طريقي على الزبير فحضرت درس الشيخ محمد بن عوجان في الفقه فوالله لم أسمع أحسن من تقريره وأوضح من تفهيمه و أكثر من فقهه , فلما انتهى الدرس قمت إليه و سلمت عليه وقلت : ياشيخ أرغب أن أقرأ عليك ولكني الآن في سفر وسأعود إن شاء الله , فقال : إن شاء الله , فلما عدت من مدينة عنيزة لزمته حتى قرأت عليه شرح الزاد كله قراءة تحقيق و تدقيق ووقوف عند كل مسألة وعبارة حتى استفدت , فهو الذي حبب إلي الفقه .[6]
- قال عنه الشيخ إبراهيم بن ضويان : محمد بن عوجان ولد في الزبير ونشأ نشأة حسنة علمًا وعملًا , فكان له اليد الطولى في الفقه والفرائض والحساب .

## الأُثر العلمي
قام محمد بن عبد الله البقمي الأزدي بتأليف كتاب باسم (الدرر اللآلي في فضل الأيام والشهور والليالي) كما قام بشرح كتاب (عقد الدرر) لأحمد الرسام الحنبلي .

## التلاميذ
تعلم على يدي محمد بن عبد الله البقمي كل من :
- الشيخ عبدالمحسن أبا بطين , قاضي الزبير ثم الكويت .
- الشيخ ناصر بن إبراهيم الأحمد .
- الشيخ عبدالله بن خلف الدحيان . العالم المشهور بالكويت
- الشيخ العلامة محمد بن عبد العزيز بن مانع .
- الشيخ عبد الرحمن بن صالح البسام وقد قرأ عليه الفقه والفرائض وكتاب اسمه (فتح أقفال المباحث في شرح غنية الباحث) وابتدأ القراءة في شهر ربيع الأول عام 1326 هـ .
- الشيخ سليمان الحمد البسام .
- الشيخ محمد بن صالح البسام .
- الشيخ محمد بن حمد العسافي . المولود سنة 1300 هـ بعنيزة[بحاجة لمصدر]، نزيل بغداد والمدرس سابقًا في مدرسة الدويحس.[2][8]
- الشيخ محمد بن عبد الرحمن آل سند إمام وخطيب مسجد النجادى.
- الشيخ مشعان آل منصور المدرس في مدرسة النجاة بالزبير سابقًا .
- الشيخ عبد الله بن محمد بن رابح إمام جامع الذكير .

## العائلة
اشتهرت اسرة الشيخ بالتجارة منذ قديم الزمن، وكان لدى محمد بن عبد الله البقمي ثلاثة أبناء , ذكر المؤرخ عبدالله البسام أنه لم يخلف منهم إلا ابنه عيسى بن محمد بن عوجان حيث عاد أولاده إلى نجد وسكنوا بمدينة الرياض،  إلا أن عبد الرحمن بن عبد اللطيف بن عبد الله آل الشيخ في كتابه "مشاهير علماء نجد وغيرهم" ذكر أنه للشيخ ابن يدعى عبد الرحمن يسكن في الدوحة , عاصمة قطر وألتقى به سنة 1393 هـ .

## الوفاة
توفي محمد بن عبد الله آل عوجان ببلدة الزبير العراقية، يوم الثلاثاء في العاشر من جمادى الأولى عام 1342 هـ , الموافق 1924 م.

## الرثاء
قام تلميذه الشيخ عبدالمحسن أبا بطين قاضي الزبير ثم قاضي الكويت برثاء شيخه محمد بن عبد الله البقمي بقوله :

| إياك والدنيا فعلا تغويكا   |  | واحذر بسهم خداعها تصميكا |
| لا تحرصن على حطام في غد    |  | يوم الجزا بحسابه يؤذيكا  |
| وازهد ولا تنس الحمام فإنه  |  | يوما يكاد بغفلة يأتيكا   |
| ويح المنون فلا تبالي فاجأت |  | ذا ثروة أم فاجأت صعلوكا  |
| غالت محمد بن عوجان الذي    |  | في علمه عن غيره يغنيكا   |
| حبرا إذا ما جئته مستفتيا   |  | ببداهة لذكائه ينبيكا     |

## التكريم
تم إطلاق اسم محمد بن عوجان على أحد شوارع الرياض , حي الحزم تكريمًا له .